# Prostemmiulus scaurus
Prostemmiulus scaurus är en mångfotingart som beskrevs av Loomis 1941. Prostemmiulus scaurus ingår i släktet Prostemmiulus och familjen Stemmiulidae. Inga underarter finns listade i Catalogue of Life.